# Gymnasium Libau

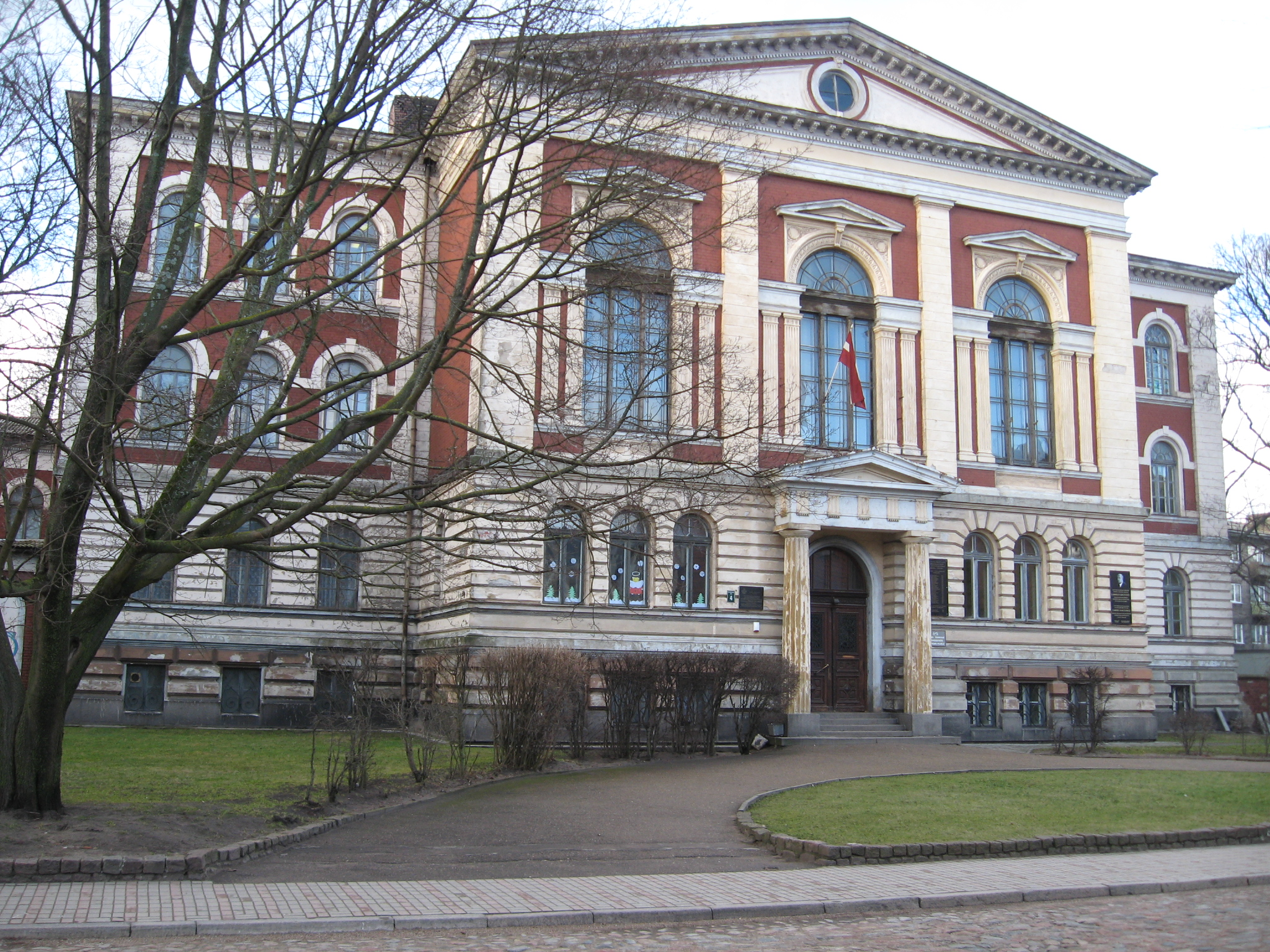
Gebäude des Gymnasiums Libau oder Nicolai-Gymnasium bis 1915

Das Gymnasium Libau war ein sechs-, später siebenjähriges Gymnasium im heutigen Liepāja (Libau) in Lettland, damals im russischen Gouvernement Kurland. Es trug auch den Namen Nicolai-Gymnasium.

## Geschichte
Das deutschsprachige Gymnasium wurde 1865 gegründet, eine Vorgängerschule ging auf das Jahr 1848 zurück. Die Schule wurde zu Ehren des Zarewitsch Nikolai Alexandrowitsch Romanow benannt. Das Schulgebäude wurde 1883–1885 vom Architekten Paul Max Bertschy an der Krisjana Valdemara iela 4 erbaut. Die Schule vereinigte Schüler unterschiedlicher Konfessionen, so waren 1884 von 398 Schülern 161 evangelisch-lutherisch (41,2 %), 130 Juden (33,3 %), 76 Katholiken (19,4 %) und 22 Orthodoxe (5,6 %). Der Lehrplan war neuhumanistisch auf die lateinische und griechische Sprache ausgerichtet. Die Unterrichtssprache wurde 1887 von Deutsch auf Russisch umgestellt.
Die Schule bestand bis zu ihrer kriegsbedingten Evakuierung nach Petrograd im Ersten Weltkrieg (1915).

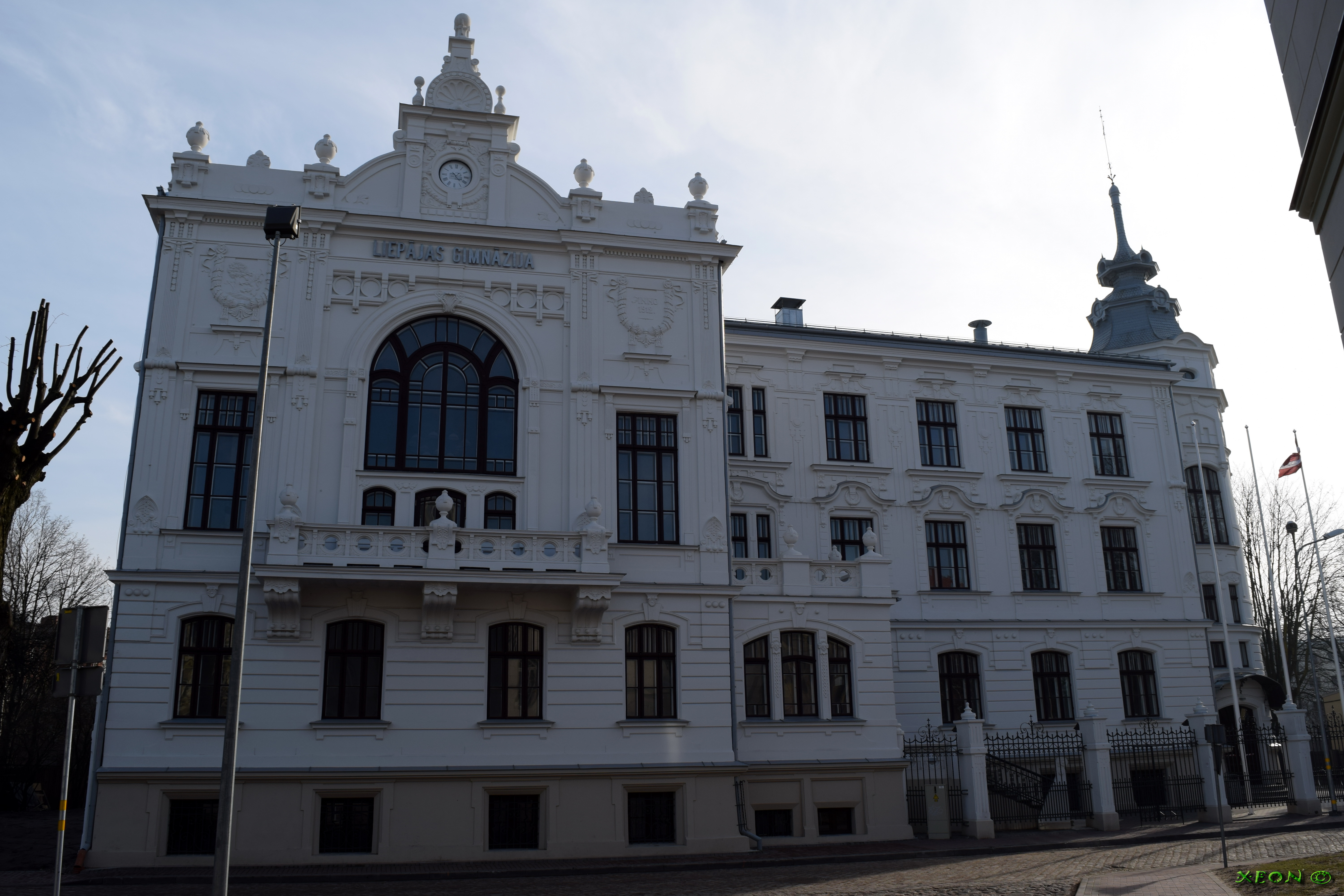
Ehemaliges Mädchengymnasium, ab 1920 das 1. Staatsgymnasium Liepāja

Daneben bezog ein bereits 1871 gegründetes Mädchengymnasium 1912 ein Jugendstilgebäude an der Ausekļa iela 9 von Ludwig Melville. Dort zog 1920 eine Jungenklasse ein, die erstmals in lettischer Sprache unterrichtet wurde. Die Einrichtung heißt seitdem Stadtgymnasium oder 1. Staatsgymnasium Liepāja. In das Gebäude des ehemaligen Nicolai-Gymnasiums zog eine Technische Sekundarschule (Liepājas Valsts tehnikums), die bis heute als Berufsschule besteht, allerdings an einem geeigneteren Ort. Das Gebäude selbst wird heute von der Universität Liepaja genutzt.

## Lehrer
Schulleiter waren:
- Karl Lessevs (Carl Lessew, 1865–1869)
- Nikolai Lenstrēms (Nicolai Lenström, 1870–1883)
- Albert Volgemuts (Albert Wohlgemuth, 1883–1905)
- Nicolai Papilov (1905–1908)

## Namhafte Schüler
Viele prominente Letten, Litauer, Polen und Deutsche waren Schüler, darunter:
- Leonas Bistras (1890–1971), Ministerpräsident von Litauen
- Oswald Külpe (1862–1915), deutscher Psychologe
- Gabriel Narutowicz (1865–1922), erster Präsident der II. Republik Polen
- Stanisław Narutowicz (1862–1930), Unterzeichner der Unabhängigkeitserklärung von Litauen
- Issai Schur (1875–1941), jüdischer russisch-deutscher Mathematiker, späteres NS-Opfer
- Salomėja Stakauskaitė (1890–1971), eine der ersten weiblichen Parlamentarierinnen in Litauen
- Konstanty Skirmunt (1866–1949), polnischer Diplomat und Außenminister
- Aleksandras Stulginskis (1885–1969), Präsident von Litauen
- Juozas Tūbelis (1882–1939), litauischer Premierminister
- Antanas Vienuolis (1882–1947), litauischer Schriftsteller

## Einzelbelege
1. ↑  Nikolaja ģimnāzija – atskatoties uz dibināšanas 150. jubileju. Abgerufen am 19. November 2023 (lettisch).
2. ↑  Jānis Krastiņš: Architect Ludwig Melville and Art Nouveau Architecture in Liepāja. In: Architecture and Urban Planning. Band 14, Nr. 1, 1. Dezember 2018, S. 119–126, doi:10.2478/aup-2018-0016 (sciendo.com [abgerufen am 19. November 2023]).
3. ↑  Liepāja. Meiteņu ģimnāzija. Abgerufen am 19. November 2023 (deutsch).
4. ↑  Liepaja State Technical School. Abgerufen am 19. November 2023.

Koordinaten: 56° 30′ 31″ N, 21° 0′ 25″ O